# FlashForward
FlashForward ist eine US-amerikanische Fernsehserie, die in den Jahren 2009 und 2010 produziert wurde. Die Handlung, in der ein mysteriöses Phänomen die gesamte Menschheit gleichzeitig für 137 Sekunden einen Blick in ihre eigene Zukunft in sechs Monaten werfen lässt, basiert auf dem Roman Flashforward des kanadischen Science-Fiction Autors Robert J. Sawyer. Obwohl die Handlung mit der ersten Staffel noch nicht zu Ende erzählt ist, wurde die Serie wegen schwacher Quoten eingestellt.

## Handlung
Am 6. Oktober 2009 fallen fast alle Menschen zu der gleichen Zeit rund um die Welt kollektiv in Ohnmacht. Diese dauert genau 137 Sekunden. In dieser Zeit durchleben sie ihre eigene Zukunft des 29. April 2010 um 22:00 Uhr (UTC −8 h; also am 30. April, 06:00 Uhr Weltzeit), genau 137 Sekunden. Nach dem Ende des Blackouts bricht ein Chaos aus, da niemand weiß, ob die erlebten Visionen in Erfüllung gehen werden oder nicht. 20 Millionen Menschen sind tot und viele verletzt, da sie während des Blackouts die Kontrolle über Fahrzeuge, Flugzeuge oder andere von Menschen bediente Geräte verloren haben.
Der FBI-Agent Mark Benford, gespielt von Joseph Fiennes, sieht in seiner Vision sich selbst beim Aufarbeiten des Vorfalls. Er gründet daraufhin eine Arbeitsgruppe im FBI, die das Ziel hat, das Phänomen zu untersuchen. Benford und sein Team sammeln die erlebten Visionen (auch Flash-Forwards genannt) von Menschen überall auf der Welt in einer riesigen Web-basierten Datenbank, der so genannten Mosaik-Sammlung (hierfür wurde von ABC extra eine Webseite eingerichtet, die allerdings mittlerweile offline ist). Gemeinsam haben sie bereits ein „Wann“ für die kommenden Ereignisse eruiert, den 29. April 2010. Die große Frage dreht sich jedoch noch um das „Warum“.
Einige Personen hatten keine Visionen. Diese Personen sind wahrscheinlich am 29. April 2010 tot oder schlafen zu dieser Zeit. Diese Personen nennen sich „Ghosts“ und veranstalten teilweise Partys, in denen sie sich selbst ermorden wollen. Der Einlass zu der Party wird mit einer Runde Russisches Roulette bezahlt. Der Organisator denkt, dass die Zukunft nicht verändert werden kann. Andere Personen scheinen zudem nicht in Ohnmacht gefallen zu sein. Diese Personen scheinen eine Rolle in dem Phänomen zu spielen oder haben es bewusst herbeigeführt.
Aus München erhält Mark Benford die Nachricht, dass ein Ex-Nazi sich aus der Haft freikaufen wolle. Er bietet an, seinen Flash-Forward zu erläutern, der den Zusammenhang zu den 137 Sekunden Blackout erklären könne. Der Ex-Nazi kommt frei, obwohl er keine plausible Erklärung liefern kann. Er erzählte lediglich, dass sich die Zahl 137 aus einem hebräischen Wort berechnen ließe und dass er nach seinem Blackout aus seinem Zellenfenster gesehen hätte und überall tote Krähen liegen gesehen habe.
Über das Internet findet das FBI heraus, dass sich ein ähnliches Massensterben, wie es der Ex-Nazi über die Krähen berichtete, schon einmal in Somalia im Jahr 1991 zugetragen haben soll. Mit angeforderten Satellitenaufnahmen aus Somalia beabsichtigten die Ermittler, auf die Spur der toten Krähen zu kommen bzw. herauszufinden, ob vielleicht schon einmal auf der Welt ein Flash-Forward stattgefunden hätte. Die Satellitenbilder zeigen jedoch Türme in Somalia, die nicht identifizierbar sind.
Am Ende der sechsten Folge wird eine kurze Szene gezeigt, in der Simon Campos auf Lloyd Simcoe stößt, um ihm mitzuteilen, dass sie selbst für den Tod von mehr als 20 Millionen Menschen verantwortlich seien. Simon Campos ist fortan öfter zu sehen. Er gibt sich auf einer Zugfahrt als einer der weltbesten Quantenphysiker aus. Er selbst wisse, warum der Flash-Forward ausgelöst wurde, sagt er.
In der siebten Folge stürzt sich Al als Beweis, dass man die Zukunft verändern könne, vom Dach der FBI-Zentrale. Al befürchtete, Celia in der Zukunft getötet zu haben.
In der achten Folge möchte Lloyd nicht die Menschheit mit ihren Schicksalen alleinlassen und will mit der Wahrheit über den Flash-Forward an die Öffentlichkeit gehen. Er droht Simon damit im Krankenhaus. Lloyd geht davon aus, dass der Flash-Forward durch ein fehlgeschlagenes Experiment ausgelöst wurde. Simon bietet Lloyd ein Pokerspiel an, um über die Veröffentlichung der Fakten aus Somalia zu verhandeln. Parallel versöhnt sich Mark Benford mit seiner Frau Olivia.
Aaron Starks totgeglaubte Tochter Tracy taucht wieder auf. Sie erzählt, wie sie während einer Patrouille in einem Humvee von einer Panzerfaust beschossen worden sei und schwer verletzt überlebt habe. Stark bittet Benford um Hilfe, denn Tracy fürchtet sich vor der Verfolgung durch eine Organisation namens Jericho.
Während der Ermittlungen in einem Todesfall erschießt Mark Benford einen Angreifer aus seinem Flash-Forward. Aufgrund Benfords Vision befürchtet das FBI mittlerweile einen Spitzel in ihren Reihen zu haben. Am Ende der achten Folge werden zwei unbekannte Männer bei einer Kofferübergabe gezeigt. Im Koffer befinden sich neun Ringe. Der Empfänger des Koffers spricht ein Zitat aus dem Krieg und erschießt den Boten.
In der neunten Folge:
In einem Rückblick vor dem „flash forward“:
Bryce, der Arbeitskollege von Olivia Benford, wollte sich kurz vor dem „Flash-Forward“ umbringen. Jetzt erfährt der Zuschauer, dass der Grund dafür eine Krebserkrankung ist. Bryce erlebt in seiner Vision eine Begegnung mit einer Asiatin, mit der er scheinbar liiert ist, dabei kann er auch Japanisch sprechen. Tracy wohnt bei ihrem Vater. Das FBI entdeckt ein Alpha-Symbol auf dem Ring der unbekannten Person, die während des Flash-Forwards wach war.
Bryce teilt Olivia Benford seine Probleme mit. Parallel wird eine neue Person gezeigt, sie ist scheinbar aus Japan und studiert Maschinenbau, speziell Robotik. Sie wird im Rahmen ihrer Arbeit und ihres persönlichen Umfeldes gezeigt. Bryce nimmt sich frei, um nach Keiko, der Frau aus seiner Vision, in Japan zu suchen. Er kann Keiko nicht finden, kehrt nach Los Angeles zurück, wo Keiko mit dem gleichen Flugzeug angekommen ist.
Demetri Noh erfährt von einer Überwachungsaufnahme der NSA, die sein Gespräch mit einer unbekannten Frau aufgezeichnet hat, in dem er Hinweise zu seiner Ermordung erhielt. Demetri möchte die Identität der Frau aufklären, damit er seine Zukunft verändern kann, die Ermittlungen führen nach Hongkong.
Die zehnte Folge startet mit der unbekannten Frau aus Hongkong. Sie scheint eigene Ermittlungen zu betreiben, in denen Demetris Tod eine Rolle spielt.
Demetri und Benford reisen gegen die Anordnung ihres Vorgesetzten nach China. Der Name der Frau lautet Nhadra Udaya. Sie behauptet, dass Benford auf Demetri schießen wird, gibt aber keine weiteren Informationen heraus. Benford reagiert aufgebracht und versucht Nhadra zu entführen. Der Versuch scheitert und Benford und Noh werden verhaftet, dann in die USA ausgewiesen. Benford nimmt die Schuld auf sich und wird suspendiert.
Dr. Lloyd Simcoe und Dr. Simon Campos gehen als Direktoren ihrer Geschichte des Plasma-Wakefield-Programms an die Öffentlichkeit. Sie wollten mit Hilfe der protonengetriebenen Plasma-Wakefield-Beschleunigung Energie gewinnen, die dem Urknall nahekäme. So eine Art von Experiment hätten sie am Tag des Flash-Forward durchgeführt. Der Blackout wäre durch das Experiment verursacht worden, erklärt Lloyd in einer Pressekonferenz.
Simon sucht den Chef der Ermittlungen beim FBI auf, um ihm zu erläutern, warum sie nicht für den Flash-Forward verantwortlich seien. Er erklärt, dass das FBI bald Beweise vorlegen müsse, um die Schuld des Flash-Forward eindeutig klären zu können. Simon behauptet, dass er alle Beweise für das Ereignis verschwinden lassen könne. Einen Tag später sitzt Simon mit den Leuten vom FBI zusammen, dabei erklärt er ihnen, welche Bedeutung die Türme in Somalia haben. Sie wären von ihm entworfen worden, es wären spezialisierte Pulsstrahler/Laser für einen Plasma-Nachbrenner. Nur behauptet Simon, dass die Türme noch nicht gebaut worden wären und sie bisher nur Simulationen hätten ablaufen lassen. Simon behauptet, die Idee für die Türme 1992 gehabt zu haben, die Satellitenbilder stammen aber aus dem Jahr 1991.
Olivia Benford trifft im Krankenhaus auf Lloyd. Olivia erfährt, dass sie Lloyd schon früher getroffen hätte, wenn sie wie ursprünglich geplant in Harvard studiert hätte und dabei Lloyds Nachbarin geworden wäre. Sie überweist Lloyds autistischen Sohn in eine andere Klinik und möchte sich von Lloyd verabschieden, da entführen ihn die Sanitäter im Krankenwagen und lassen den Sohn zurück.
Die letzten beiden Folgen spielen am 29. April 2010, dem Tag, den alle Menschen in ihren Zukunftsvisionen gesehen haben. Das FBI hat mit Hellinger einen Verantwortlichen des Blackouts festgenommen. Als Mark ihn verhört, erfährt er, dass Hellinger in seinen (vielen) Zukunftsvisionen immer wieder gesehen hat, dass Mark an diesem Tag stirbt, was ja auch besser für seine Tochter wäre. Als Mark daraufhin handgreiflich gegenüber Hellinger wird, suspendiert Wedeck ihn vorerst vom Dienst, woraufhin Mark auf der offenen Straße wieder zum Alkohol greift. Gegen 22 Uhr finden sich fast alle Hauptdarsteller an den Plätzen ein, die sie in ihren Visionen gesehen haben. Sogar Olivia findet sich mit Lloyd im Schlafzimmer ein, obwohl sie mit Charlie wegfahren wollte. Mark findet heraus, dass der neue Blackout kurz nach 22 Uhr stattfinden soll, und warnt Wedeck. Simon und Demetri versuchen den Blackout in der Firma zu stoppen, in der Simon früher gearbeitet hat. In Marks Büro kommt es zum vorhergesehenen Showdown, den er aber überlebt. Er warnt nach der Schießerei Wedeck und Olivia vor dem neuen Blackout und versucht, das FBI-Gebäude schnell zu verlassen, da mehrere Bomben unmittelbar vor der Explosion stehen. Man sieht ihn noch in Richtung eines Fensters laufen, durch das er springen will, als der neue Blackout losgeht. Es werden einige Visionen gezeigt und die Folge endet mit der Explosion des FBI-Gebäudes.
Das Ende der Serie bleibt offen, da sie bereits nach der ersten Staffel eingestellt wurde.

## Figuren

### Mark Benford

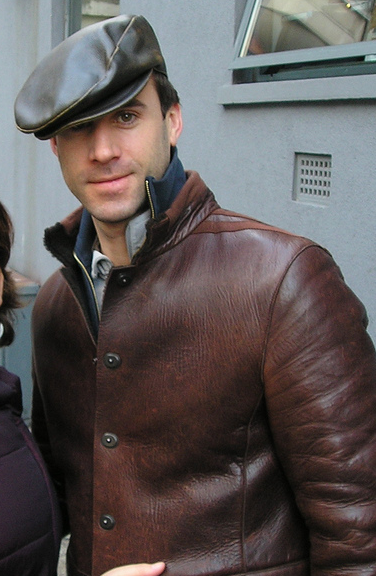
Joseph Fiennes spielt Mark Benford

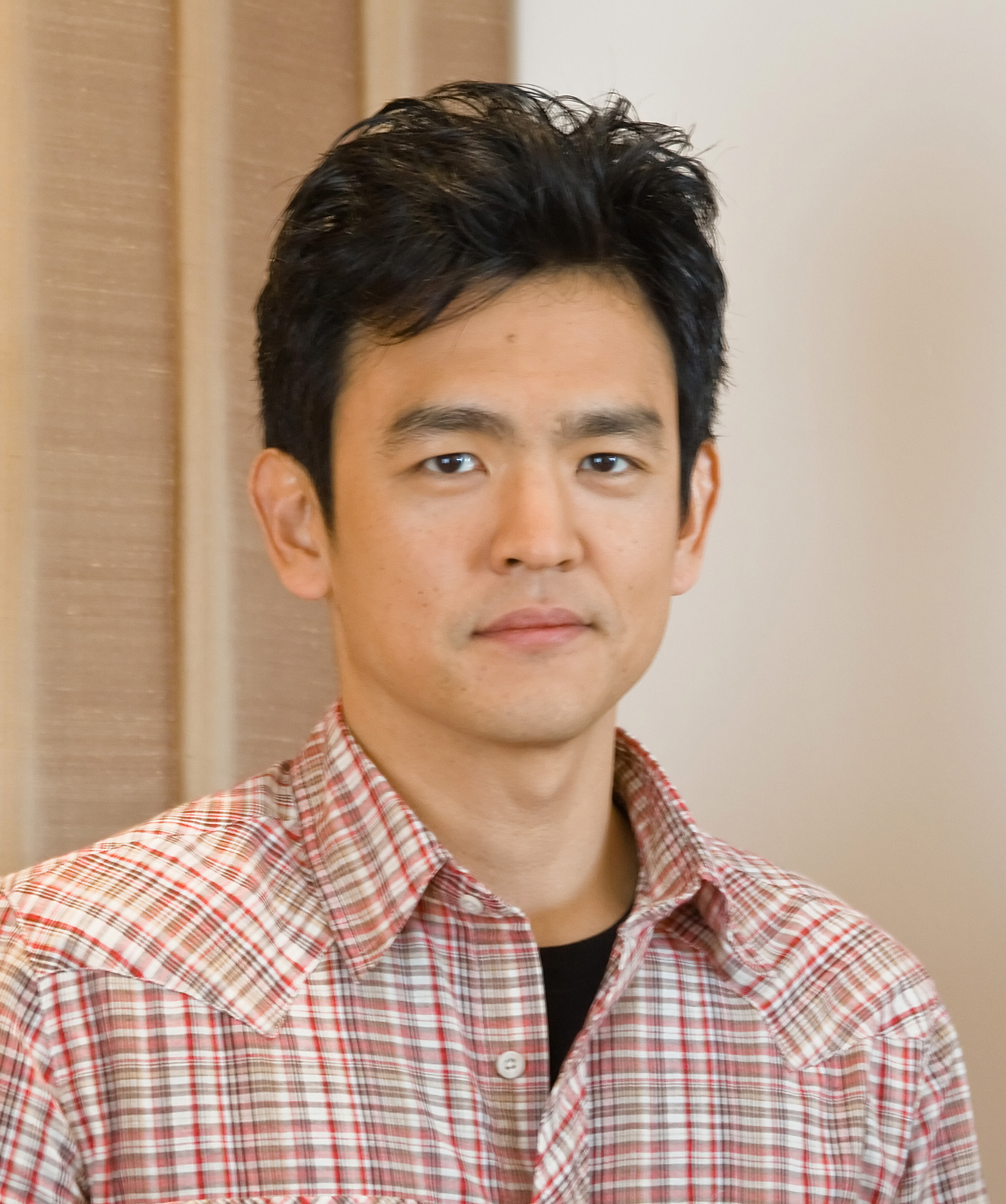
John Cho spielt Demetri Noh

Benford ist FBI Special Agent beim FBI in Los Angeles. Seine Vision und die von ihm deshalb geleitete Ermittlung des FBI unter dem Namen „Mosaic“ bildet einen der Hauptstränge der Handlung. Seine Ehefrau ist Dr. Olivia Benford. Die beiden haben eine Tochter, Charlie. Benford ist trockener Alkoholiker und sein Mentor in der Selbsthilfegruppe ist Aaron Stark. Benfords Partner beim FBI ist Special Agent Demetri Noh.

### Demetri Noh
Noh ist ebenfalls FBI Special Agent und Mark Benfords Partner beim FBI. Er hatte während des Blackouts keine Vision und ist deshalb davon überzeugt, dass er sterben wird. Seine Annahme wird bestätigt, als er einen anonymen Anruf von einer Frau erhält, die ihm Details zu seinen Todesumständen nennt. Noh ist mit der Anwältin Zoey Andata verlobt, der er diese Informationen zunächst vorenthält. Als er von D. Gibbons (Dyson Frost) gefangen genommen wird, scheint sein Leben zu enden, doch Mark Benford (Joseph Fiennes) rettet ihn in letzter Sekunde.

### Lloyd Simcoe
Simcoe arbeitet als Wissenschaftler an der Stanford University. Lloyds Frau und ihr autistischer Sohn Dylan hatten während des Blackouts einen Unfall, bei dem die Mutter verstarb. Simcoe ist der Mann aus Olivia Benfords Vision. Sein Forschungspartner ist Simon Campos. Lloyd glaubt, eines ihrer Experimente hätte zum Blackout geführt und geht mit dieser Information gegen Campos’ Willen an die Öffentlichkeit.

### Dr. Bryce Varley
Dr. Varley arbeitet als Arzt im Praktikum im selben Krankenhaus wie Olivia Benford. Kurz vor dem Blackout hatte er vor, sich am Strand zu erschießen. In einer späteren Folge erfährt der Zuschauer das Motiv für den Suizidversuch: Bei Varley war Krebs im Endstadium diagnostiziert worden. Varley gehört zu denen, die eine positive Vision erlebten. Er sah sich bei einer Verabredung mit einer jungen asiatischen Frau. Diese Frau ist die Japanerin Keiko Arahida.

### Nicole Kirby
Kirby ist Studentin und arbeitet für die Benfords als Babysitter für deren Tochter Charlie. In ihrer Vision sah sie, wie sie von jemandem ertränkt wurde. Sie glaubt, es sei die Strafe für irgendein Fehlverhalten und sucht nach einer Aufgabe, um Sühne zu leisten. So arbeitet sie als freiwillige Helferin im Krankenhaus, in dem Olivia Benford und Bryce Varley arbeiten.

### Aaron Stark
Stark ist ein trockener Alkoholiker, Mark Benfords Mentor im Selbsthilfeprogramm und mittlerweile auch enger Freund. Er hat große Probleme, den Tod seiner Tochter Tracy zu verarbeiten, die bei einem Einsatz ihrer Einheit in Afghanistan getötet worden sein soll. In seiner Vision sieht Stark, dass seine Tochter noch lebt.

### Stanford Wedeck
Wedeck ist FBI Assistant Director des FBI in Los Angeles und der direkte Vorgesetzte von Mark Benford. Er unterstützt Benfords Ermittlung und nutzt dafür auch seine Kontakte zum Präsidenten, als ein Untersuchungsausschuss die Gelder für das Projekt „Mosaic“ streichen will.

### Dr. Olivia Benford
Olivia Benford ist Chirurgin und mit Mark Benford verheiratet. In ihrer Vision sieht sie, dass sie anscheinend ein Verhältnis mit einem anderen Mann begonnen hat. Dieser Mann stellt sich später als Dr. Lloyd Simcoe heraus, dessen autistischer Sohn und Frau während des Blackouts einen Unfall hatten. Während die Frau verstarb, konnte Dr. Benford den Sohn retten. Olivia Benford versucht zu verhindern, dass ihre Vision sich erfüllt und gestaltet die Kontakte zu Simcoe kühl und professionell. Als sie ihrem Mann von ihrer Vision berichtet, führt dies zu einer Krise in der Ehe, da Mark Benford befürchtet, seine Frau werde ihm untreu werden und dies der Grund dafür sei, dass er wie in der Vision geschehen wieder zum Alkohol greife. Einer der engsten Mitarbeiter von Olivia Benford ist Dr. Bryce Varley.

### Janis Hawk
Hawk ist FBI Special Agent und arbeitet mit Mark Benford an den Ermittlungen. In ihrer Vision war sie schwanger und gerade bei einer Sonografie. Diese Zukunft kommt ihr unwahrscheinlich vor, da sie zurzeit in keiner Beziehung lebt und zudem lesbisch ist. Im Verlauf der Ermittlungen wird sie von Unbekannten niedergeschossen und überlebt nur dank der chirurgischen Künste von Olivia Benford. Später erfährt man, dass sie eine Doppelagentin ist.

### Dr. Simon Campos
Dr. Simon Campos ist ein Quantenphysiker, der gemeinsam mit Dr. Lloyd Simcoe an einem Projekt gearbeitet hat, das möglicherweise den Blackout verursacht hat. Campos bezweifelt dies allerdings.

## Schauspieler und Synchronsprecher
Die deutsche Synchronisation entstand nach einem Dialogbuch von Oliver Feld unter dessen Dialogregie im Auftrag der Arena Synchron in Berlin.
| Rolle                      | Schauspieler         | Synchronsprecher      | Hauptrolle (Staffel) | Nebenrolle (Staffel) |
| -------------------------- | -------------------- | --------------------- | -------------------- | -------------------- |
| Special Agent Mark Benford | Joseph Fiennes       | Frank Schaff          | 1.01–1.22            |                      |
| Special Agent Demetri Noh  | John Cho             | Marcel Collé          | 1.01–1.22            |                      |
| Lloyd Simcoe               | Jack Davenport       | Peter Flechtner       | 1.01–1.22            |                      |
| Dr. Bryce Varley           | Zachary Knighton     | Sebastian Schulz      | 1.01–1.22            |                      |
| Nicole Kirby               | Peyton List          | Kaya Möller           | 1.01–1.22            |                      |
| Aaron Stark                | Brían F. O’Byrne     | Michael Iwannek       | 1.01–1.22            |                      |
| Director Stanford Wedeck   | Courtney B. Vance    | Oliver Stritzel       | 1.01–1.22            |                      |
| Dr. Olivia Benford         | Sonya Walger         | Melanie Hinze         | 1.01–1.22            |                      |
| Special Agent Janis Hawk   | Christine Woods      | Sarah Riedel          | 1.01–1.22            |                      |
| Dr. Simon Campos           | Dominic Monaghan     | Tommy Morgenstern     | 1.06–1.22            | 1.04                 |
| Charlie Benford            | Lennon Wynn          | N. N.                 |                      | 1.01–1.22            |
| Dylan Simcoe               | Ryan Wynott          | N. N.                 |                      | 1.01–1.22            |
| Special Agent Vreede       | Barry Shabaka Henley | Axel Lutter           |                      | 1.01–1.22            |
| Tracy Stark                | Genevieve Cortese    | Julia Kaufmann        |                      | 1.01–1.22            |
| Alda Hertzog               | Rachel Roberts       | Natascha Geisler      |                      | 1.01–1.17            |
| Special Agent Al Gough     | Lee Thompson Young   | Tobias Nath           |                      | 1.01–1.08, 1.16      |
| Dyson Frost                | Michael Massee       | Erich Räuker          |                      | 1.02–1.18            |
| Nhadra Udaya               | Shohreh Aghdashloo   | Franziska Pigulla     |                      | 1.02–1.10            |
| Zoey Andata                | Gabrielle Union      | Eva Michaelis         |                      | 1.03–1.21            |
| Marcie Turoff              | Amy Rosoff           | Daniela Brabetz-Thuar |                      | 1.03–1.16            |
| Keiko Arahida              | Yūko Takeuchi        | N. N.                 |                      | 1.07–1.22            |
| Marshall Vogel             | Michael Ealy         | Sascha Rotermund      |                      | 1.10–1.22            |
| Lucas Hellinger            | Neil Jackson         | Alexander Doering     |                      | 1.11–1.22            |
| Gabriel McDow              | James Callis         | Jaron Löwenberg       |                      | 1.17–1.22            |

Gastauftritte:
Alan Ruck (1.02), Kim Dickens (1.03), Thomas Kretschmann (1.03), James Remar (1.13)

## Produktion
Produziert wurde die Serie von Brannon Braga und David S. Goyer. Ursprünglich war die Serie für den Sender HBO vorgesehen. Man vermutete jedoch, die Sendung sei besser für einen Network-TV-Sender geeignet. Schließlich forderte ABC mit dem Piloten 13 Folgen der ersten Staffel an. Die erste Folge wurde am 17. September 2009 ausgestrahlt. Am 12. Oktober 2009 gab ABC bekannt, dass eine volle Staffel mit 22 Episoden bestellt worden sei. Noch am selben Tag korrigierte ABC sich und verkündete, die Staffel auf 25 Episoden zu verlängern. Am 9. Februar 2010 gab ABC bekannt, dass doch nur insgesamt 22 Episoden produziert würden.
Am 14. Mai wurde bekannt, dass ABC FlashForward abgesetzt hat und es keine zweite Staffel geben wird. Als Gründe dafür wurden genannt, dass sich die Serie nach den guten Handlungen in den ersten Folgen immer weiter verloren habe. Außerdem habe die Ausrichtung der Serie mehrfach gewechselt.

## Ausstrahlung

### Vereinigte Staaten
Die Serie wurde am 24. September 2009 zum ersten Mal vom US-Fernsehsender ABC in der Season 2009/2010 ausgestrahlt. Mit dieser Serie erhofften sich die ABC-Studios eine vergleichbare und ähnlich erfolgreiche Serie wie Lost, da die Mysteryserie 2010 mit ihrer sechsten Staffel endete. Das gelang jedoch nicht.

### Deutschland
Die Erstausstrahlung in Deutschland erfolgte mit einer Doppelfolge am 1. März 2010 auf ProSieben. Die weiteren Episoden waren dann jeweils wöchentlich um 21:10 Uhr zu sehen. Ab Folge 15 wurde FlashForward in Doppelfolgen ausgestrahlt. Die Ausstrahlung endete am 5. Juli 2010.

### Österreich
Die Erstausstrahlung in Österreich erfolgte ebenfalls mit einer Doppelfolge am 1. März 2010. Die weiteren Episoden waren wöchentlich sonntags spätabends zu sehen. Der ORF strahlt die Serie im Zweikanalton (Deutsch/Englisch) aus. Ab Folge 15 wurde FlashForward in Doppelfolgen ausgestrahlt. Die Ausstrahlung endete am 4. Juli 2010.

### Schweiz
In der Schweiz wurde die Serie auf SF zwei seit dem 4. März 2010 im Zweikanalton (Deutsch/Englisch) gezeigt.

## Episodenliste
| Nr. | Deutscher Titel                     | Originaltitel                   | Zusammenfassung | Erstausstrahlung USA | Deutschsprachige Erstausstrahlung (D/A/CH) |
| --- | ----------------------------------- | ------------------------------- | --- | -------------------- | ------------------------------------------ |
| 1   | Blackout                            | No More Good Days               | Ein mysteriöses, globales Ereignis lässt nahezu alle Menschen der Erde am 6. Oktober 2009 gleichzeitig für zwei Minuten und siebzehn Sekunden in Ohnmacht fallen. In dieser Zeit sehen sie ihre Zukunft des 29. April 2010 für genau 137 Sekunden. Nach dem Blackout herrscht Chaos und Verwirrung über das Erlebte. | 24. Sep. 2009        | 1. Mär. 2010 (ProSieben, ORF 1)            |
| 2   | Die weiße Dame                      | White to Play                   | Mark und Demetri gehen einer Spur in Utah nach und untersuchen einen Mann, der eine Verbindung zum globalen Blackout haben könnte. Olivia trifft im Krankenhaus auf den Mann aus ihrem Flashforward. | 1. Okt. 2009         | 1. Mär. 2010 (ProSieben, ORF 1)            |
| 3   | 137 Sekunden                        | 137 Sekunden                    | Mark und Janis fliegen nach Deutschland, um die Ereignisse mit einem Mann zu besprechen, der aussagt, er habe wichtige Informationen zu dem seltsamen Ereignis. Demetri hat Angst vor seiner Zukunft. | 8. Okt. 2009         | 7. Mär. 2010 (ORF 1)                       |
| 4   | Der schwarze Schwan                 | Black Swan                      | Olivia tut sich schwer, Ratschläge von Bryce anzunehmen. Mark und Demetri kommen während ihrer Ermittlungen einfach nicht zu einer gemeinsamen Meinung über das Phänomen. Während Nicole wieder arbeiten geht, hat sie eine schockierende Vorahnung. | 15. Okt. 2009        | 11. Mär. 2010 (SF zwei)                    |
| 5   | Machtspiele                         | Gimme Some Truth                | Mark wird beim Senat des Nachrichtendienstes zu seinem Flashforward angehört. Man glaubt ihm nicht. Janis grübelt darüber nach, wie die Zukunft einen Einfluss auf ihre gegenwärtige romantische Beziehung haben wird. Olivia bekommt einen Tipp was ihr Flashforward bedeuten kann. | 22. Okt. 2009        | 18. Mär. 2010 (SF zwei)                    |
| 6   | Die blaue Hand                      | Scary Monsters and Super Creeps | Demetri und Gough versuchen die Verbindung zwischen zwei Angriffen auf das Mosaik-Team zu klären und folgen einem Hinweis von Marks Mosaik-Tafel. | 29. Okt. 2009        | 25. Mär. 2010 (SF zwei)                    |
| 7   | Geister                             | The Gift                        | Mark, Demetri, Gough und MI6 Agent Fiona Banks untersuchen einen Blue-Hand-Klub. Demetri erzählt Zoey die Wahrheit. Nicole dient im Krankenhaus als Freiwillige und entscheidet sich dafür, Bryce mit seinem Flashforward zu helfen. | 5. Nov. 2009         | 1. Apr. 2010 (SF zwei)                     |
| 8   | Spiel mit dem Teufel                | Playing Cards With Coyote       | Mark bekommt einen Hinweis auf den tätowierten Mörder, den er in seinem Flashforward sah. Simon und Lloyd pokern, um alte Rechnungen zu begleichen. Aaron deckt die harte Wahrheit hinter dem Tod von Tracy auf. Janis hat weitere Gedanken über ihre Karriere. | 12. Nov. 2009        | 8. Apr. 2010 (SF zwei)                     |
| 9   | Keiko                               | Believe                         | Bryce beginnt die Suche nach der Frau, die er in seinem Flashforward sah, während Aaron um das Verhalten von Tracy besorgt ist. Mark versucht, die Person ausfindig zu machen, die Olivia die Nachricht über sein Alkoholproblem sandte. Demetris Kollegen versuchen weitere Informationen über den mysteriösen Anrufer herauszufinden, der Demetris unglückliches Schicksal vorhersagt. | 19. Nov. 2009        | 15. Apr. 2010 (SF zwei)                    |
| 10  | A 561 984                           | A561984                         | Während Mark und Demetri nach Hongkong reisen, um Demetris mysteriöse Prophetin zu finden, begreift Zoey, was ihre Vision wirklich bedeutet. Die Organisation von Lloyd gibt der Öffentlichkeit ihre Beteiligung an dem Blackout bekannt. | 3. Dez. 2009         | 22. Apr. 2010 (SF zwei)                    |
| 11  | Die Offenbarung (1)                 | Revelation Zero (Part 1)        | Demetri und der CIA Agent Vogel versuchen Lloyd ausfindig zu machen. Mark muss sich mit einem Therapeuten treffen, um seine Suspendierung vom Dienst rückgängig machen zu können. | 18. März 2010        | 6. Mai 2010 (SF zwei)                      |
| 12  | Die Offenbarung (2)                 | Revelation Zero (Part 2)        | Janis geht mit Simon nach Toronto und findet ein paar Familiengeheimnisse heraus. Die Identität der Person Suspect Zero wird geklärt. | 18. März 2010        | 13. Mai 2010 (SF zwei)                     |
| 13  | Duell der Väter                     | Blowback                        | Mark stellt Lloyd Fragen zu einem Telefongespräch aus ihren Flashforwards. Aaron durchsucht die Jericho Einheit nach seiner Tochter. Zoey versucht, Demetris Flashforward zu verhindern. | 25. März 2010        | 20. Mai 2010 (SF zwei)                     |
| 14  | Bessere Engel                       | Better Angels                   | In Somalia untersuchen Vogel und die Anderen Turmreste auf Hinweise zum Blackout. Olivia versucht, Charlie davon zu überzeugen, ihr zu sagen, was sie während ihres Flashforwards sah. Bryce teilt Nicole mit, dass er Krebs hat. | 1. Apr. 2010         | 3. Juni 2010 (SF zwei)                     |
| 15  | Damenopfer                          | Queen Sacrifice                 | Während Mark und Vogel versuchen, den Maulwurf im FBI zu identifizieren, wird Mark gezwungen, Charlie und Olivia allein zu lassen, um sie zu schützen. Keiko sucht in Los Angeles nach Bryce, ihrer Flashforward-Liebe. | 8. Apr. 2010         | 10. Juni 2010 (SF zwei)                    |
| 16  | Der geheimnisvolle Mr. Frost        | Let No Man Put Asunder          | Nachdem der Maulwurf das Datum von Demitri bestätigt, plant dieser, Zoey vorzeitig zu heiraten. Außerdem versuchen Aaron und Stan mit der Hilfe von Jericho Tracy zu finden. Lloyd und Olivia kommen sich näher. | 15. Apr. 2010        | 13. Juni 2010 (ORF 1)                      |
| 17  | Der Garten der sich gabelnden Pfade | The Garden of Forking Paths     | Während Mark und die anderen Agenten nach dem vermissten Demetri suchen, erfährt Zoey den Preis, den sie zahlen muss, um ihn zu retten. Außerdem findet Olivia heraus wer ihr die SMS-Nachricht, in der sie über Marks Alkoholproblem informiert wird, gesendet hat. | 22. Apr. 2010        | 20. Juni 2010 (ORF 1)                      |
| 18  | Janis                               | Goodbye Yellow Brick Road       | Aaron beginnt seine Suche nach Tracy in Afghanistan. Olivia erhält einen Anruf von Gabriel. | 29. Apr. 2010        | 20. Juni 2010 (ORF 1)                      |
| 19  | Kurskorrektur                       | Course Correction               | Simon wendet sich dem widerwilligen Mark zu, um ihn bei seiner Suche nach seiner vermissten Schwester Annabelle zu unterstützen. Demetri und Agent Banks schließen sich der Jagd nach einem Mörder an, stellen aber fest, dass sie das Schicksal des Flashforwards nicht so leicht beeinflussen können, wie sie dachten. Das FBI findet heraus, wer Suspect Zero ist. | 6. Mai 2010          | 27. Juni 2010 (ORF 1)                      |
| 20  | Der Tag davor                       | The Negotiation                 | Am Vorabend des Flashforward-Tages wartet die Welt darauf, zu sehen, was sich von ihren Visionen erfüllen wird und was nicht. Inzwischen muss Mark Gabriel beschützen, Aaron findet Tracy und versucht, sie zu retten, und Simon trifft die für den Blackout verantwortliche Organisation. | 13. Mai 2010         | 27. Juni 2010 (ORF 1)                      |
| 21  | Countdown                           | Countdown                       | Wedeck informiert Mark und Vogel darüber, dass Hellinger nach stundenlangen Befragungsversuchen nichts preisgegeben hat, da er ausschließlich mit Mark sprechen will. Mark fragt ihn daraufhin, ob er für den globalen Blackout verantwortlich sei – Hellinger bejaht… Indes muss sich Demetri entscheiden, ob er Janis helfen will, und Lloyd steht kurz davor, die Gleichung zu lösen, an der er in seinem Flashforward gearbeitet hat.                                                                                              | 20. Mai 2010         | 4. Juli 2010 (ORF 1)                       |
| 22  | Die Zukunft passiert                | Future Shock                    | Es ist der 29. April 2010. Alle sind gespannt, ob sich die Visionen ihrer Flashforwards bewahrheiten. Mark findet indes heraus, dass der Zeitpunkt des nächsten globalen Blackouts eine Viertelstunde nach dem Flashforward-Zeitpunkt des letzten Blackouts stattfindet. Simon versucht, mit Demetris Hilfe genau das zu verhindern, indem er in den Hauptcomputer der NLAP einbricht. Er scheitert jedoch, es kommt zum nächsten Blackout und einem Flashforward in das Jahr 2015. Die meisten Flashforwards haben sich bewahrheitet. | 27. Mai 2010         | 4. Juli 2010 (ORF 1)                       |

## DVD
Die erste Staffel und somit die komplette Serie erschien am 14. Oktober 2010 in Deutschland auf DVD.

## Kritik
Die Serie bekam zum Serienstart in den USA und Deutschland hervorragende Kritiken für die Serienidee sowie für die Handlung der ersten Folgen. Doch als sich die Handlung in den weiteren Folgen nicht weiterentwickelte, wurden die Kritiken zunehmend schlechter. 

„Aus dem Liebling der Saison wurde die größte Enttäuschung des Jahres.“